# Nett
Nett – miasto w Sfederowanych Stanach Mikronezji; na wyspie Pohnpei; 4 500 mieszkańców (2006). Przemysł spożywczy, ośrodek turystyczny.